# Chusaris olearia
Chusaris olearia là một loài bướm đêm trong họ Noctuidae.